# Leijoncrantz
Leijoncrantz var en svensk adelsätt med den svenske urfadern Gerhard Leijoncrantz. Han hette tidigare Gerhard von Lengercken.
Ättens tyske stamfader, Henric von Lengercken, var handlande i Kiel, Tyskland, på 1500-talet och gift med Maria Töcken, och far till Jürgen von Lengerken (1603-1655) som överflyttade till Sverige och blev rådman och handlande i Göteborg. Jürgens hustru Cecilia Krakow var dotter till ståthållaren på Gullberg och Vaxholm, Mårten Krakow och Emerentia Pauli. Jürgens styvson och Cecilias son (i ett tidigare äktenskap) Gerhard von Lengercken var president i Byggningskollegium när han år 1660 adlades med namnet Leijoncrantz; han introducerades samma år på nummer 658. År 1677 efterträdde han sin svärfar Israel Norfelt som burggreve i Göteborg.
Gerhard Leijoncrantz första hustru Brita Norfelt avled 1665 men hade då fött honom de sex barn han skulle få. Tillsammans med sin svärfar från detta äktenskap ägde han herrgården Hellerup. Han gifte senare om sig med en dotter till en proviantmästare på Åbo slott och sedan han än en gång blivit änkling fick han 50 år gammal kungligt tillstånd att gifta sig med den ofrälse Brita Olofsdotter.
Med Brita Norfelt fick Gerhard Leijoncrantz fem döttrar och en son. Om yngsta dottern Anna är inget känt. Äldsta dottern Armika gifte sig med en överstelöjtnant Magnus Gripenwaldt. Systern Maria gifte sig först Silnecker, men fick inga barn i det äktenskapet, och sedan Muhl (som ärvde Hellerup). Ebba Emerentia Leijoncrantz blev som hustru till Anders Eriksson Leijonhielm stammoder till friherrliga ätten Leijonhielm. Cecilia Leijoncrantz blev stammoder till den kortlivade ätten Gyllenskog. Deras ende bror Carl Leijoncrantz var löjtnant vid Bohusläns dragoner, men avled 1884 innan fadern slöt ätten i maj 1884.